# Port lotniczy Caye Caulker
Port lotniczy Caye Caulker (ang. Caye Caulker Airport) – jeden z belizeńskich portów lotniczych, zlokalizowany na wyspie Caye Caulker.